# Alfred William Benn
Alfred William Benn (Moylescar, 19 aprile 1843 – Firenze, settembre 1915) è stato un filosofo e scrittore irlandese.

## Biografia
Nato nel 1843 nella parrocchia di Moylescar nella Contea di Westmeath in Irlanda, figlio di Alfred e di Mary Benn, fu un filosofo agnostico e membro dell'associazione Rationalist Press. Diplomato Bachelor of arts per le discipline di logica e filosofia morale all'Università di Londra nel 1865, visse a Firenze in via del Palmerino 6 rosso, fino alla sua morte, avvenuta nel settembre 1915.
Scrisse opere sui filosofi greci e sulla storia del razionalismo nel XIX secolo.
Secondo alcuni suoi critici, fornì una particolare interpretazione della visione etica dell'ellenismo. Il suo A History of Modern Philosophy, già uscito nel 1912 come The History of Ancient and Modern Philosophy è stato pubblicato postumo nella collana della Thinker's Library nel 1930.
Benn era stato anche membro della London Positivist Society e amico del giurista e positivista Vernon Lushington. La figlia di Lushington, Susan, scrisse nel suo diario il 3 settembre 1889 che Benn e sua moglie visitarono la loro casa nel Surrey - Pyports, Cobham - e come la signora Benn le spiegò "come ella cominciò a diventare una positivista".

## Opere
- The Greek Philosophers, 2 voll., 1882.
- The History of English Rationalism in the Nineteenth Century, 2 voll., 1906.
- The History of Ancient and Modern Philosophy, 1912; ripubbl. come A History of Modern Philosophy, 1930

## Archivio
Il Fondo Alfred William Benn, donato alla Biblioteca nazionale di Firenze dalla moglie del filosofo Edith Maud Benn nel 1936, fu acquisto nel 1951 dalla Biblioteca. Contiene documentazione dagli anni dal 1863 al 1937.